# 주로민군

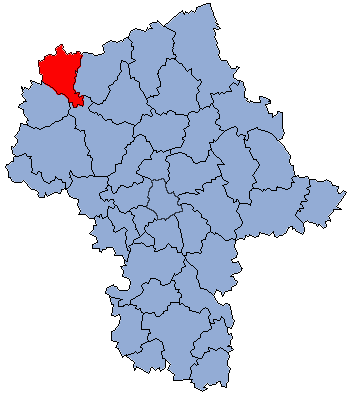
마조프셰주 지도에 표시된 주로민군의 위치

주로민군(폴란드어: powiat żuromiński)은 폴란드 마조프셰주에 위치한 군으로 군청 소재지는 주로민이며 면적은 805.01km2, 인구는 38,688명(2019년 기준), 인구 밀도는 48명/km2이다.
북동쪽으로는 바르미아마주리주 지아우도보군, 동쪽으로는 므와바군, 남동쪽으로는 프원스크군, 남서쪽으로는 시에르프츠군, 서쪽으로는 쿠야비포모제주 리핀군, 브로드니차군과 접한다. 6개 지방 자치체(3개 도시형 농촌, 3개 농촌)를 관할한다.

군기
군 문장